# Rogério Sampaio
Rogério Sampaio Cardoso (ur. 12 września 1967 w Santosie) – brazylijski judoka. Złoty medalista olimpijski z Barcelony.
Zawody w 1992 były jego jedynymi igrzyskami olimpijskimi. Triumfował w wadze do 65 kilogramów. W finale wygrał z Węgrem Józsefem Csákiem. Zdobył brązowy medal mistrzostw świata w 1993 i sięgnął po dwa złote medale mistrzostw kontynentu.
Jego brat Ricardo także był judoką i olimpijczykiem.